# 24 Heures du Mans 1928
Navigation
Édition précédente Édition suivante
Les 24 Heures du Mans 1928 (VIe Grand Prix d'Endurance de 24 Heures) sont la 6e édition de l'épreuve et se déroulent les 16 et 17 juin 1928 sur le circuit de la Sarthe. 33 voitures prennent le départ (16 françaises, 10 anglaises, cinq américaines et deux italiennes).

## Nombre de pilotes qualifiés pour la course
66 pilotes s'alignent sur la grille de départ de cette sixième édition des 24 Heures du Mans.
| 42 Français | 17 Britanniques | 2 Roumains   | 1 Argentin | 1 Australien |
| 1 Belge     | 1 Italien       | 1 Monégasque |            |              |

## Classement final de la course

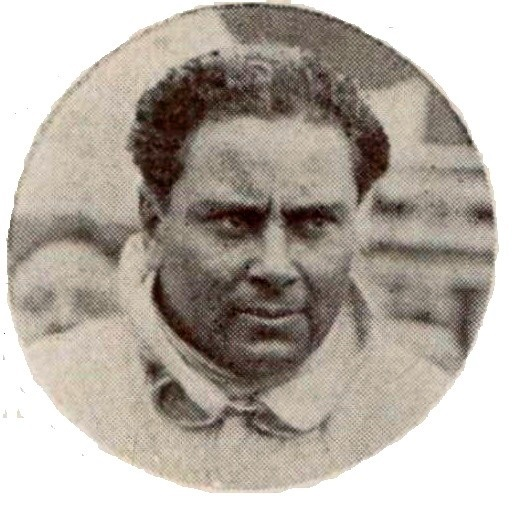
Woolf Barnato (24 Heures du Mans 1928).

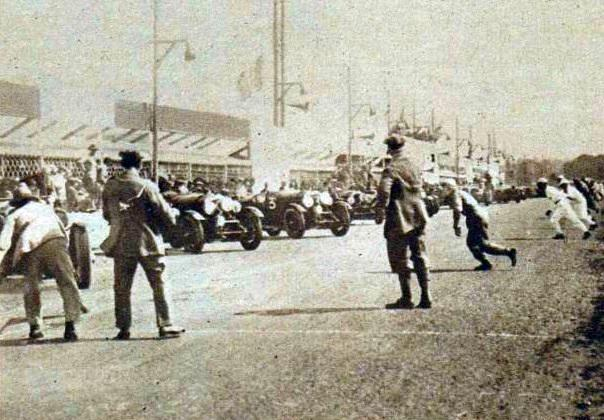
Le départ.

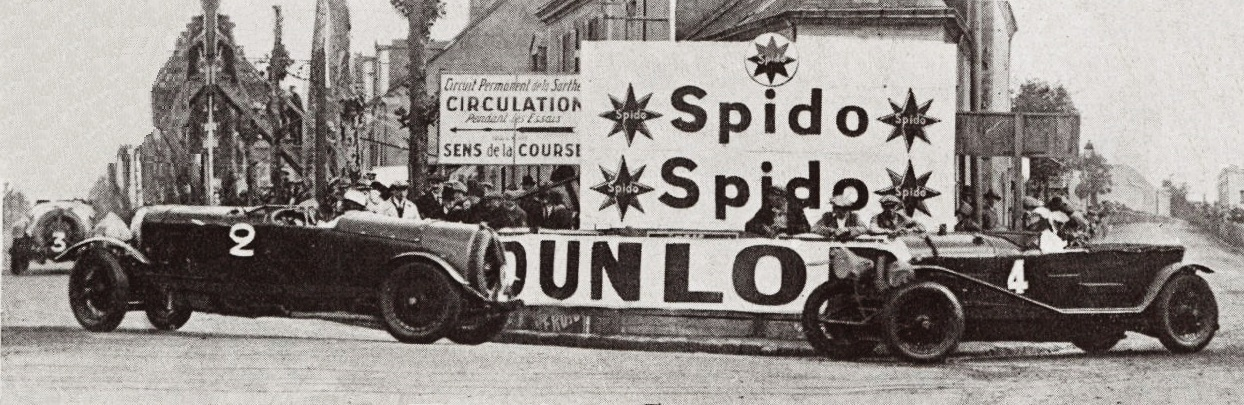
Les Bentley nos 2, 3, et 4, des 24 Heures du Mans 1928.

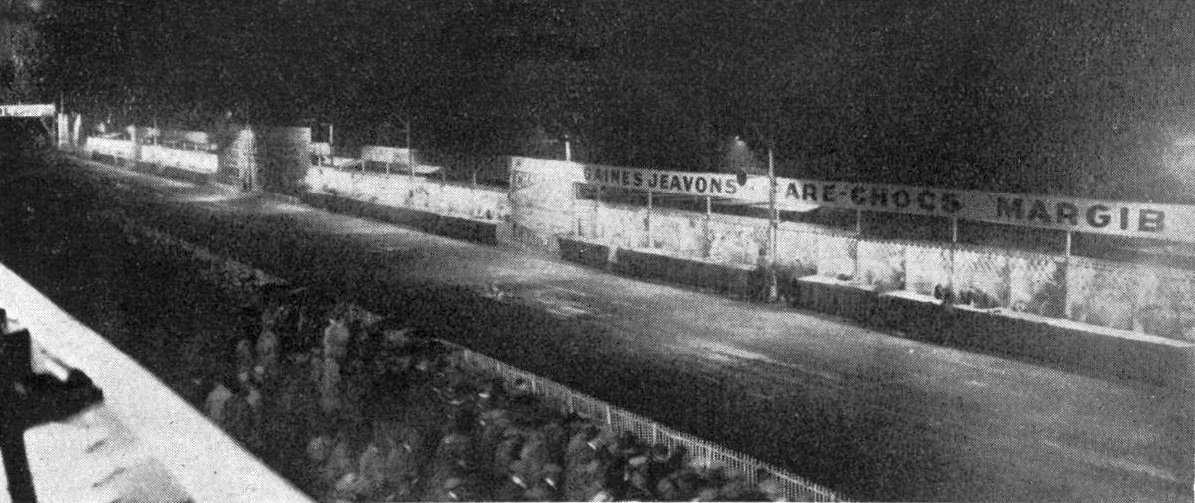
Stands des 24 Heures du Mans 1928 de nuit.

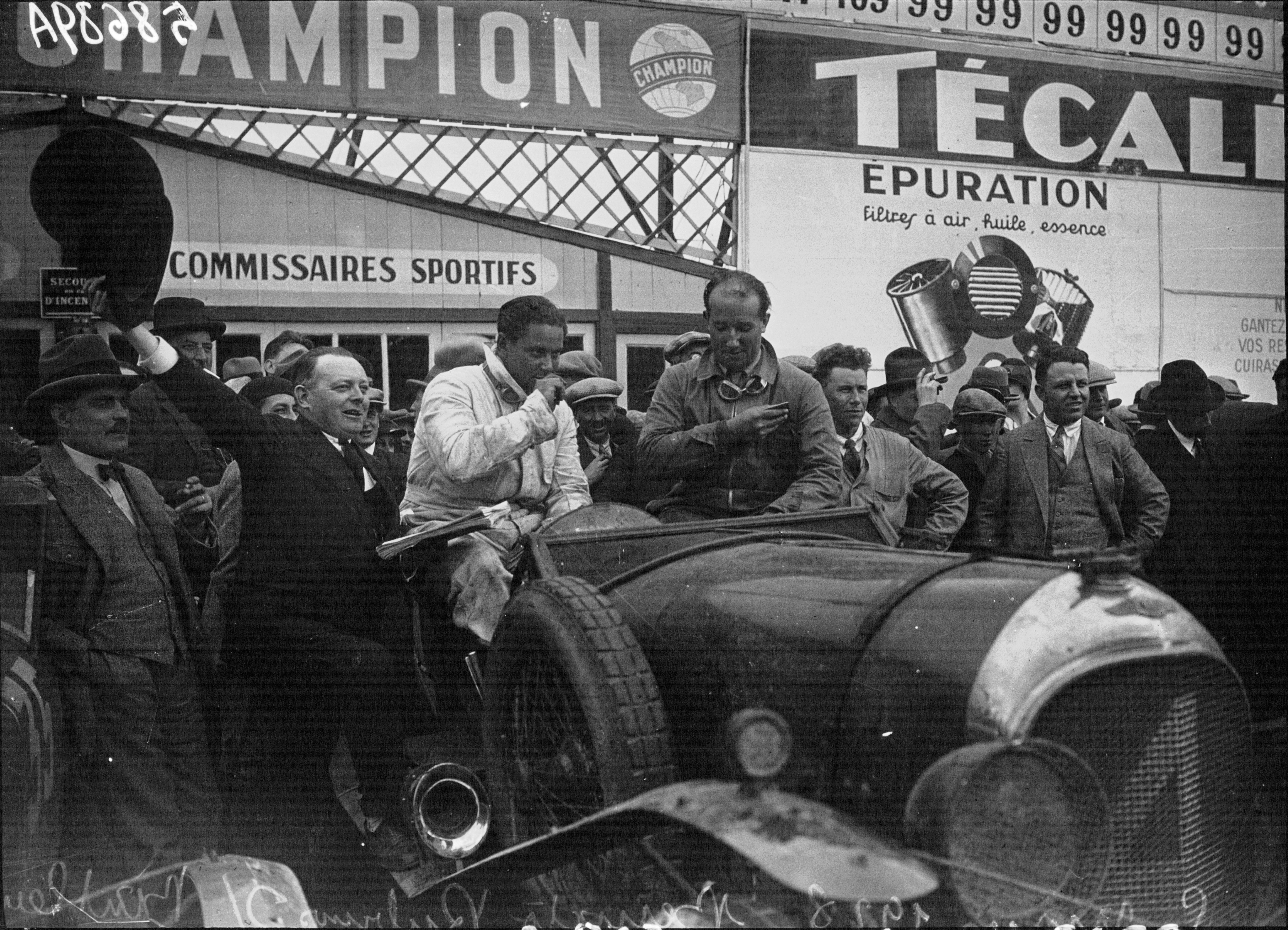
Barnato et Rubin, vainqueurs au Mans en 1928.

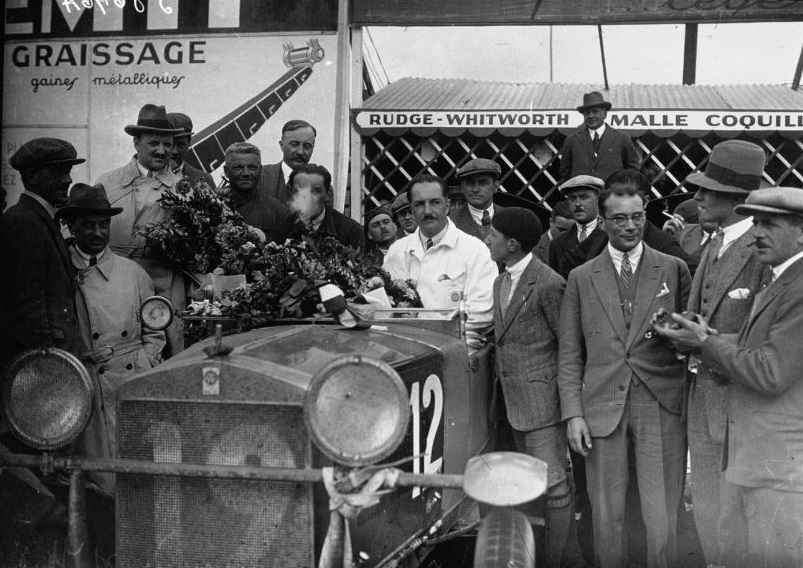
Christian Dauvergne, 8e des 24 Heures du Mans 1928 sur Itala Tipo 61 S 2L.

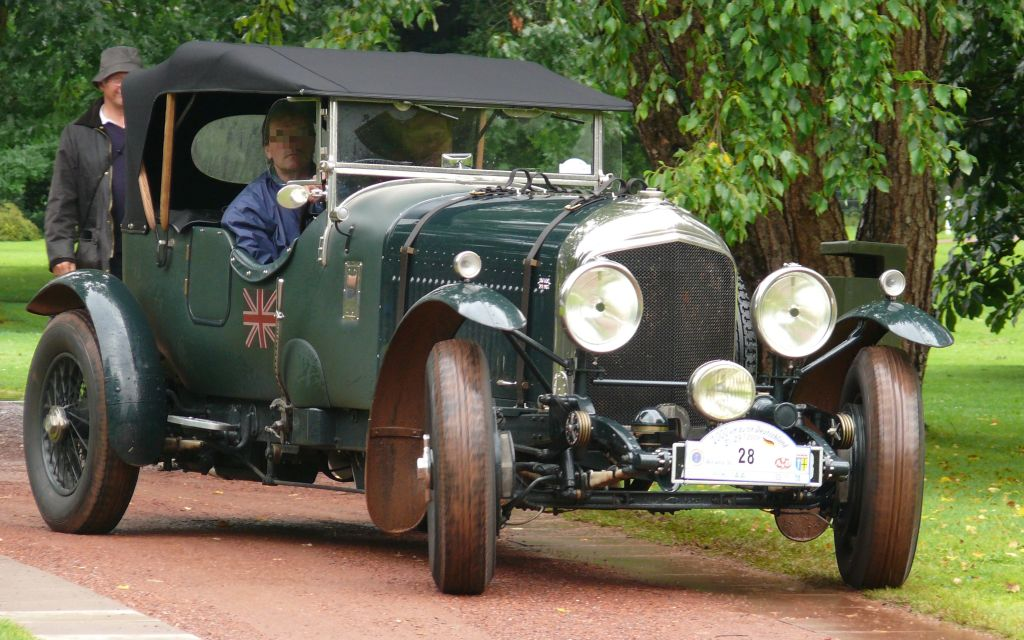
La Bentley Le Mans 4,5 Litre Special verte des vainqueurs en 1928.

| Pos. | Catégorie | no | Écurie                                 | Pilotes                                              | Châssis                       | Moteur               | Tours |
| ---- | --------- | -- | -------------------------------------- | ---------------------------------------------------- | ----------------------------- | -------------------- | ----- |
| 1    | 5.0       | 4  | Bentley Motors Ltd.                    | Woolf Barnato Bernard Rubin                          | Bentley 4½ Litre              | Bentley 4.4L I6      | 154   |
| 2    | 5.0       | 1  | C.T. Weymann                           | Édouard Brisson Robert Bloch                         | Stutz DV16 Blackhawk          | Stutz 4.9L I8        | 148   |
| 3    | 5.0       | 8  | Pas de nom d'équipe                    | Henri Stoffel André Rossignol                        | Chrysler 72 Six               | Chrysler 4.1L I6     | 144   |
| 4    | 5.0       | 7  | Pas de nom d'équipe                    | Ion Ghica Cantacuzino Gheorghe Ghica Cantacuzino     | Chrysler 72 Six               | Chrysler 4.1L I6     | 139   |
| 5    | 5.0       | 3  | Bentley Motors Ltd.                    | Sir Henry Birkin Jean Chassagne                      | Bentley 4½ Litre              | Bentley 4.4L I6      | 135   |
| 6    | 1.5       | 27 | Pas de nom d'équipe                    | Maj. Maurice Harvey Harold Purdy                     | Alvis TA                      | Alvis 1.5L I4        | 132   |
| 7    | 1.1       | 32 | Pas de nom d'équipe                    | Michel Doré Jean Treunet                             | B.N.C.                        | B.N.C. 1.1L I4       | 131   |
| 8    | 2.0       | 12 | Pas de nom d'équipe                    | Robert Benoist Christian Dauvergne                   | Itala Tipo 61 S 2000          | Itala 2.0L I6        | 130   |
| 9    | 1.5       | 28 | Pas de nom d'équipe                    | S.C.H. Davis William Urquhart-Dykes                  | Alvis TA                      | Alvis 1.5L I4        | 130   |
| 10   | 1.1       | 35 | Pas de nom d'équipe                    | Georges Casse André Rousseau                         | Salmson GS                    | Salmson 1.1L I4      | 127   |
| 11   | 2.0       | 16 | F.E. Metcalfe                          | André d'Erlanger Douglas Hawkes                      | Lagonda OH 2 Litre Speed      | Lagonda 2.0L I4      | 126   |
| 12   | 1.5       | 29 | Pierre Fenaille                        | Maurice Benoist Louis Balart                         | Tracta                        | S.C.A.P. 1.5L I4     | 121   |
| 13   | 1.1       | 37 | Pas de nom d'équipe                    | Lucien Desvaux Pierre Goutte                         | Lombard AL3                   | Lombard 1.1L I4      | 116   |
| 14   | 1.1       | 36 | Établissements Henri Précloux (E.H.P.) | Guy Bouriat Pierre Bussienne                         | E.H.P.                        | C.I.M.E. 1.1L I6     | 115   |
| 15   | 2.0       | 19 | Pas de nom d'équipe                    | Gaston Duval Gaston Mottet                           | SARA SP7                      | SARA 1.8L I6         | 114   |
| 16   | 1.1       | 31 | Pierre Fenaille                        | Roger Bourcier Hector Vasena                         | Tracta                        | S.C.A.P. 1.1L I4     | 110   |
| 17   | 1.1       | 42 | Pierre Fenaille                        | Jean-Albert Grégoire Fernand Vallon                  | Tracta                        | S.C.A.P. 1.1L I4     | 108   |
| Abd. | 1.5       | 24 | Pas de nom d'équipe                    | Henri Guilbert André Lefèbvre                        | S.C.A.P.                      | S.C.A.P. 1.5L I4     | 95    |
| Abd. | 1.1       | 39 | Pas de nom d'équipe                    | Lucien Lemesle Henry Godard                          | S.C.A.P.                      | S.C.A.P. 1.1L I4     | 91    |
| Abd. | 1.5       | 26 | Aston Martin Ltd. Lord Charnwood       | Jack Bezzant Cyril Paul                              | Aston Martin 1½ International | Aston Martin 1.5L I4 | 82    |
| Abd. | 5.0       | 2  | Bentley Motors Ltd.                    | Dr. Dudley Benjafield Frank Clement                  | Bentley 4½ Litre              | Bentley 4.4L I6      | 71    |
| Abd. | 5.0       | 5  | Pas de nom d'équipe                    | Cyril de Vere Louis Chiron                           | Chrysler 72                   | Chrysler 4.1L I6     | 66    |
| Abd. | 1.1       | 41 | Pas de nom d'équipe                    | Fernand Gabriel Louis Paris                          | Ariès 8-10 CV                 | Ariès 1.1L I4        | 51    |
| Abd. | 2.0       | 14 | Pas de nom d'équipe                    | Louis Charavel « Christian »                         | Itala Tipo 61 S 2000          | Itala 2.0L I6        | 50    |
| Abd. | 1.5       | 21 | Pas de nom d'équipe                    | Henri De Cositer Sosthène de la Rochefoucauld        | Alphi                         | Alphi 1.5L I4        | 45    |
| Abd. | 1.5       | 25 | Aston Martin Ltd. Lord Charnwood       | A.C. Bertelli Capt. George E.T. Eyston               | Aston Martin 1½ International | Aston Martin 1.5L I4 | 32    |
| Abd. | 1.1       | 30 | Pas de nom d'équipe                    | J. Hasley Albert Perrot                              | Salmson GS                    | Salmson 1.1L I4      | 30    |
| Éli. | 2.0       | 20 | Pas de nom d'équipe                    | Emile Maret Gonzaque Lécureul                        | SARA SP7                      | SARA 1.8L I6         | 25    |
| Abd. | 2.0       | 18 | F.E. Metcalfe                          | Capt. R. Clive Gallop Maj. E.J. Hays                 | Lagonda OH 2-Litre Speed      | Lagonda 2.0L I4      | 23    |
| Abd. | 1.1       | 40 | Pas de nom d'équipe                    | Arthur Duray Roger Denalo                            | Ariès 8-10CV                  | Ariès 1.1L I4        | 22    |
| Abd. | 2.0       | 15 | F.E. Metcalfe                          | F.H.P. Samuelson Frank King                          | Lagonda OH 2-Litre Speed      | Lagonda 2.0L I4      | 13    |
| Abd. | 5.0       | 6  | Pas de nom d'équipe                    | Goffredo « Freddie » Zehender Jacques Edouard Ledure | Chrysler 72                   | Chrysler 4.1L I6     | 5     |
| Abd. | 3.0       | 9  | Pas de nom d'équipe                    | Robert Laly Louis Rigal                              | Ariès Surbaissée 3-Litre      | Ariès 3.0L I4        | 3     |

Détail :
- La no 20 SARA SP7 est éliminée pour distance imposée non respectée.

## Record du tour
- Meilleur tour en course :  Henry Birkin (no 3, Bentley 4½ Litre, Jean Chassagne, Bentley Motors Ltd.) en 8 min 7 s.

## Prix et trophées

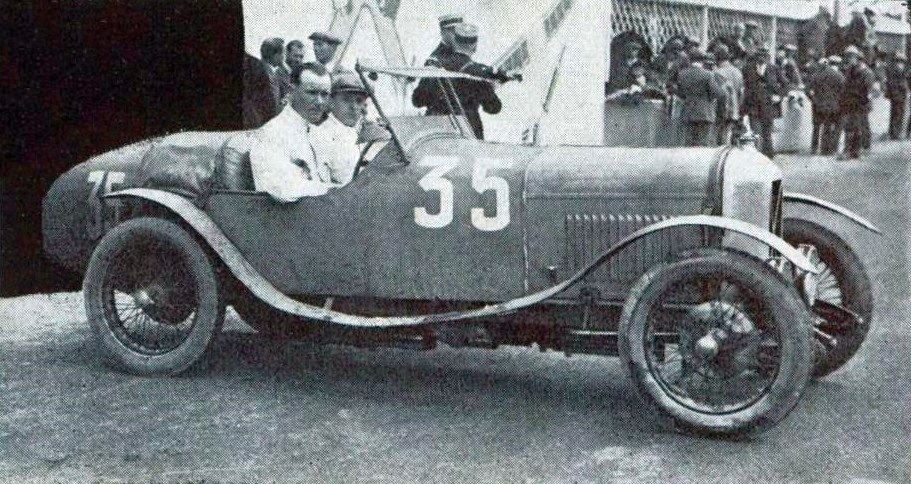
Georges Casse et André Rousseau sur Salmson GS 1.1 l victorieuse de la quatrième Coupe biennale Rudge-Whitworth aux 24 Heures du Mans 1928.

- Prix de la performance :  Georges Casse et  André Rousseau (no 35, Salmson GS)
- 4e Coupe Biennale Rudge-Whitworth :  Georges Casse et  André Rousseau (no 35, Salmson GS)

## À noter
- Longueur du circuit : 17,262 km
- Distance parcourue : 2 669,272 km
- Vitesse moyenne : 111,272 km/h
- Écart avec le 2e : 12,678 km